# ¿Cómo ves?
¿Cómo ves? és una pel·lícula documental mexicana de 1985 (Any Internacional de la Joventut) estrenada l'agost de 1986.

## Director i participants
Dirigida per Paul Leduc, va ser protagonitzada per Blanca Guerra, Roberto Sosa (hijo), Cecilia Toussaint, Alex Lora, Rockdrigo,Rafael Pérez Fons, Javier Torres Zaragoza, Ana Ofelia Murguía, Eduardo López Rojas, Ana Luisa Alfaro, Ana Lourdes Lara, Estela Fenton, Ester Orozco, Mónica Reséndiz, Jorge Huitrón, Mario Flores, Alfredo Aldana, Gilberto Moreno, José "Tawa" Hernández, Arturo Alegro, Sergio Abad, Tito Vasconcelos, Sergio Torres Cuesta, Homero Maturano, Max Kerlow, Alma Levy, Nora Velázquez, Abel Woolrich, José Rodríguez "Rolo", Alejandro Trejo, Margarito Mendoza, Javier Molina (actor)|Javier Molina, José Luis Nieto, Teresa Palma, Juan Arrona, Jaime Guerra y Sergio Sánchez.

## Sinopsi
Documental sobre els rostres, els dubtes, les alegries, els fets brutals, la diversió distorsionada, el rock petrificat i la difícil educació sentimental del món dels joves marginats dels veïnatges de Mèxic, D. F., que habiten els cinturons de la misèria (van participar els colons de la cooperativa Les Torres), oprimits per un sistema social injust i explotador en el qual no troben una altra sortida més que la violència, el rock i la droga. Al final del documental, apareix en els crèdits i en minúscules el comentari irònic: "aquesta pel·lícula està dedicada al Fons Monetari Internacional"

## Producció
És una producció independent realitzada pel Consejo Nacional de Recursos para la Atención de la Juventud (CREA), amb la col·laboració de la Universitat Autònoma Metropolitana Unitat Xochimilco, de la Universitat de Colima, dels governs de Quintana Roo (1981-1987) i Sonora (1979-1985), i distribuïda per Zafra Cine Difusión, A. C. en locacions de les ribes del Districte Federal, el rodatge del qual es va suspendre en repetides ocasions, per falta de finançament.

## Temes
El 25 d'agost de 1986, un dia després del rodatge d'aquesta cinta, es va exposar una carta pública dirigida al director Paul Leduc, escrita per Jorge Carrasco en la revista Punto, que el critica entorn de la polèmica generada pel llargmetratge i la seva intenció de retirar el seu nom dels crèdits i el qualifica com una negació de paternitat, davant una cinta fallida per no apegar-se a les característiques d'un documental; que no justifica el repudi pel seu creador, independentment de si es comptava o no amb els recursos econòmics.
La polèmica generada entorn d'aquest film es va donar també per una sèrie de comentaris entre Paul Leduc i Heriberto Galindo (un dels productors), publicats en el periòdic Horas Extras, a causa de les retallades al pressupost de la filmació, que van caure fins a un 80 per cent, en comparació amb el recurs inicial. Finalment, Leduc va reconèixer que "el mínim que podem acceptar és que es tracta d'un intent frustrat. I així cal assumir-ho i punt."

## Bandes participants
Participaren els següents grups musicals:
- El Tri
- Rockdrigo González
- Los Animales
- PND
- Virginidad Sacudida
- Ramones (banda mexicana)
- b"u=k
- Las Suzys
- Botones
- Verdugos
- Lagartos
- Yer Blues
- El Cabezón
- El Caballo
- El Chiches
- El Ganso
- Jesús
- El July
- El Cuino
- El Pájaro
- La Suzy
- La Zappa
- Barro Rojo (banda)|Barro Rojo
- Andrés Flores Maya
- Miguel Ángel Taylor
- Jorge Hernández
- Rubén Ramírez

## Recepció
D'acord amb Javier González Rubio, columnista del periòdic Las Horas Extras, la projecció de la pel·lícula a la Cineteca Nacional, va ser un èxit en taquilla, sobretot per una riquesa visual i expressiva apegada a la crua realitat. La qual no se centra en un subjecte en específic, sinó que reflecteix les condicions de vida de la societat, així com una actitud davant aquestes.

## Reconeixements
Va ser nominada en la XXIX edició dels Premis Ariel el 1986.